# Bohdalov
Bohdalov är en köping i Tjeckien.   Den ligger i regionen Vysočina, i den centrala delen av landet, 120 km sydost om huvudstaden Prag. Bohdalov ligger 577 meter över havet och antalet invånare är 1 074.
Terrängen runt Bohdalov är huvudsakligen platt, men söderut är den kuperad. Terrängen runt Bohdalov sluttar österut. Runt Bohdalov är det ganska glesbefolkat, med 39 invånare per kvadratkilometer. Närmaste större samhälle är Žďár nad Sázavou, 10,3 km norr om Bohdalov. Omgivningarna runt Bohdalov är en mosaik av jordbruksmark och naturlig växtlighet.